# En la intimidad (canción de Big One, Emilia y Callejero Fino)
«En la intimidad» es una canción escrita y grabada por el productor argentino Big One e interpretada por la cantante argentina Emilia y el rapero argentino Callejero Fino. La canción fue lanzada el 1 de febrero de 2023 a través de Fifty One y es el primer sencillo de una serie de colaboraciones de Big One titulada «crossosvers».
La canción encabezó el Billboard Argentina Hot 100 durante siete semanas consecutivas y fue la primera canción de los tres artistas en figurar en el Billboard Global 200 y en su paralelo Global Excl. US, en la posición 171 y 78 respectivamente.

## Composición
«En la Intimidad» tiene una duración de dos minutos y 45 segundos. Es una mezcla de los géneros musicales reggaeton, pop, RKT y cumbia argentina.

## Desempeño comercial
«En la Intimidad» debutó en el número nueve del Billboard Argentina Hot 100 logrando el Hot Shot Debut, siendo la canción que debutó más alta en la semana que finalizó el 19 de febrero. Una semana después, alcanzó un nuevo máximo de dos. En su tercera semana, alcanzó el puesto número uno y permaneció allí durante siete semanas consecutivas. Marcó la primera canción de los tres artistas en encabezar la lista. A nivel mundial, la canción se ubicó en el Billboard Global 200 y en su paralelo Global Excl. US, en la posición 171 y 78 respectivamente. En otros lugares, la canción alcanzó el puesto número ocho en Bolivia, el número nueve en Uruguay, y el número 13 en la lista digital mensual de la Sociedad de Gestión de Productores Fonográficos del Paraguay. También encabezó la lista digital mensual de la Cámara Uruguaya de Productores de Fonogramas y Videogramas.

## Premios y nominaciones
| Año  | Premiación            | Categoría            | Resultado | Ref.   |
| ---- | --------------------- | -------------------- | --------- | ------ |
| 2024 | Premios Carlos Gardel | Mejor canción urbana | Nominada  | [ 10 ] |

## Posicionamiento en listas

### Semanales
| Listas (2023)                 | Mejor posición |
| ----------------------------- | -------------- |
| Argentina Hot 100 (Billboard) | 1              |
| Bolivia (Billboard)           | 8              |
| Global 200 (Billboard)        | 171            |
| Uruguay (Monitor Latino)      | 9              |

### Mensuales
| Listas (2023)  | Mejor posición |
| -------------- | -------------- |
| Paraguay (SPG) | 13             |
| Uruguay (CUD)  | 1              |

## Certificaciones
| País      | Organismo certificador | Certificación | Ventas certificadas | Ref.   |
| --------- | ---------------------- | ------------- | ------------------- | ------ |
| Argentina | CAPIF                  | Diamante      | 135 000             | [ 14 ] |
| España    | PROMUSICAE             | Oro           | 30 000              | [ 15 ] |